# 杜世忠
杜 世忠（と せいちゅう、1242年 - 建治元年9月7日（1275年9月27日））は、元朝の官僚である。

## 人物
- 蒙古人、元の正史（官位・礼部侍郎）として文永の役の翌年、建治元年4月15日（1275年）長門国室津（現在の山口県下関市）に上陸。一行は捕えられ大宰府へ送られ、8月になってから太宰府は元使を鎌倉へ護送した。1275年9月27日、時の8代執権北条時宗は元使一行を竜ノ口（現在の神奈川県藤沢市片瀬 龍口刑場跡）にて斬首。享年34。

辞世の句「出門妻子贈寒衣 問我西行幾日歸 來時儻佩黃金印 莫見蘇秦不下機」は、蘇秦の故事を踏まえた李白の詩のもじりであり、栄達を果たして家族のもとに帰る望みを果たせなかった無念と、身につけた一定の教養が窺われる。

## 元使構成員
- 正使：杜世忠（34歳・蒙古人）
- 副使：何文著（38歳・唐人、兵部郎中）
辞世の詩「四大原無主 五蘊悉皆空 兩國生靈苦 今日斬秋風」
- 計議官：撒都魯丁（32歳・ウイグル人）
- 書状官：果（32歳・ウイグル人）
- 通訳：徐賛（32歳・高麗国人）
辞世の詩「朝廷宰相五更寒 寒甲将軍夜過関 十六高僧申未起，算来名利不如閑」